# Победная (деревня)
Победная (бел. Пабедная) — деревня в составе Ленинского сельсовета Горецкого района Могилёвской области Республики Беларусь.

## Население
- 1999 год — 13 человек
- 2010 год — 1 человек